# Volker Schlotmann

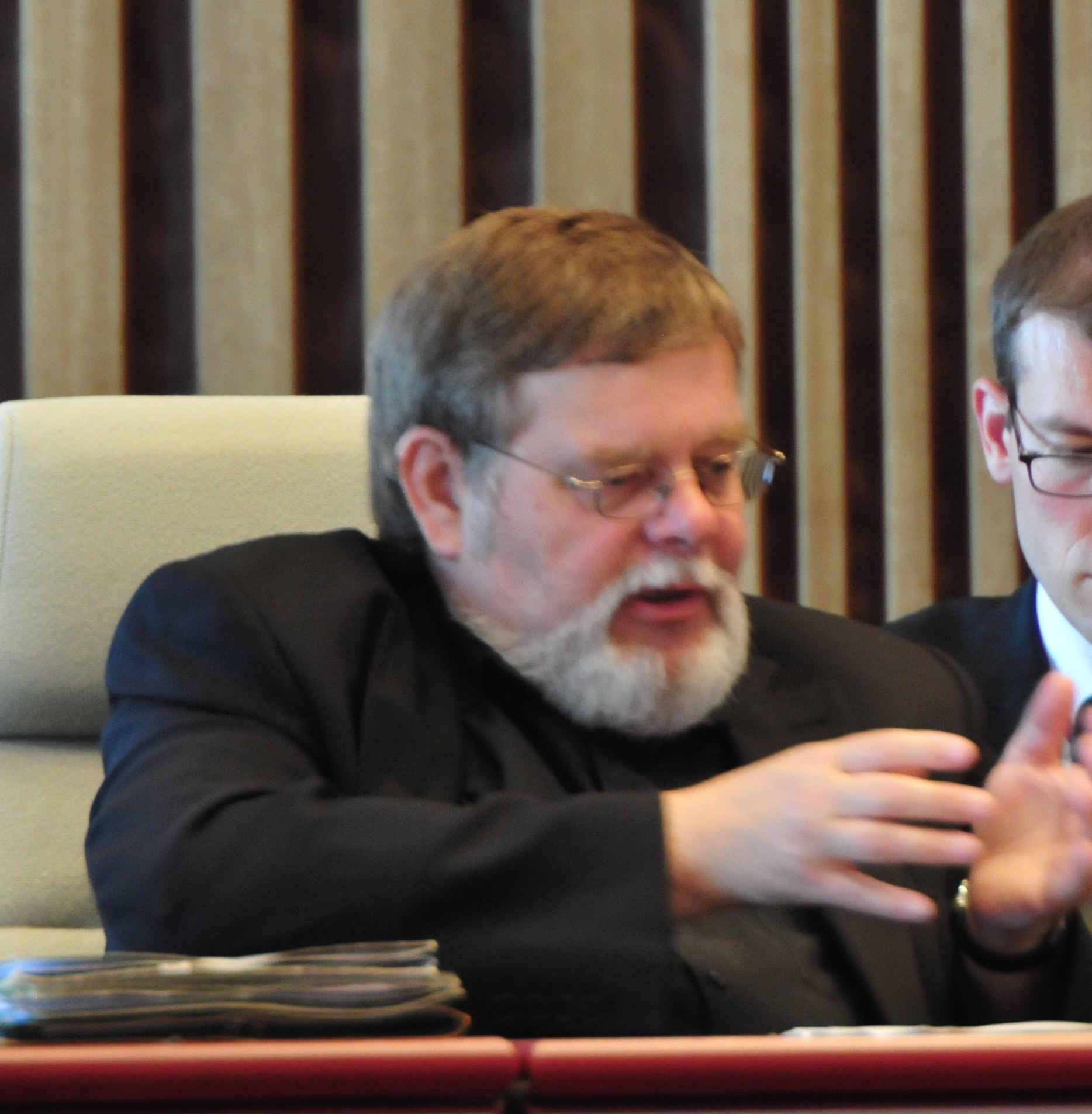
Volker Schlotmann (2013)

Volker Schlotmann (* 19. Oktober 1956 in Duisburg) ist ein deutscher Politiker (SPD). Er war von 2008 bis Oktober 2011 Minister für Verkehr, Bau und Landesentwicklung in Mecklenburg-Vorpommern und anschließend bis Dezember 2013 Minister für Energie, Infrastruktur und Landesentwicklung. 2014 zog er sich aus gesundheitlichen Gründen vollständig aus der Landespolitik zurück. Seit April 2014 ist er als Kommunikationsdirektor für einen Wind- und Solarparkentwickler tätig.

## Leben und Beruf
Nach dem Hauptschulabschluss und einer Lehre als Binnenschiffer arbeitete Schlotmann zunächst als Steuermann und später als Postarbeiter bei der Deutschen Bundespost. Anschließend absolvierte er als Stipendiat des DGB ein Studium an der Sozialakademie Dortmund. Später studierte er an der Hochschule für Wirtschaft und Politik in Hamburg, unterstützt durch ein Stipendium der Hans-Böckler-Stiftung. Ab 1988 arbeitete Schlotmann als hauptamtlicher Gewerkschaftssekretär bei der damaligen Gewerkschaft Gartenbau, Land- und Forstwirtschaft im Landesbezirk Bayern. Ab 1990 wechselte er als Landesbezirksleiter nach Mecklenburg-Vorpommern, wo er bis 1995 aktiv war. Danach war er von 1996 bis 1997 Landessekretär der IG Bauen-Agrar-Umwelt.
Im Jahr 2014 war er zeitweise Kommunikationsdirektor für einen Wind- und Solarparkentwickler. Seit 2017 ist Volker Schlotmann Geschäftsführer der BonVent UG, insbesondere im Bereich der Binnenschifffahrt tätig.
Schlotmann ist seit 1976 verheiratet und hat drei erwachsene Kinder.

## Politik
Schlotmann wurde 1994 in den Landtag Mecklenburg-Vorpommern gewählt. Sein Wahlkreis Bad Doberan II liegt im Landkreis Rostock. In der Fraktion nahm er zunächst die Aufgaben des forst- und fischereipolitischen sowie des wohnungspolitischen Sprechers wahr und leitete den Parlamentarischen Untersuchungsausschuss „Vorfälle im Innenministerium“. Im Jahr 1996 wurde er zum Parlamentarischen Geschäftsführer und 1998 zum Fraktionsvorsitzenden gewählt. Seit dem 6. Oktober 2008 war er Minister, zunächst für Verkehr, Bau und Landesentwicklung im Kabinett Sellering I, seit 2011 für Energie, Infrastruktur und Landesentwicklung im Kabinett Sellering II. Am 10. Dezember 2013 kündigte er den Rücktritt von seinem Ministeramt zum Jahresende an. Im März 2014 legte er sein Abgeordnetenmandat im Schweriner Landtag nieder. Sein Nachfolger wurde Patrick Dahlemann.